# Юкка Невалайнен
Юкка Антеро «Julius» Невалайнен (нар. 21 квітня 1978, Фінляндія) — барабанщик у фінському симфо-метал-гурті «Nightwish», а також у фінському прогресив-метал-гурті «Sethian».
Живе разом зі своєю жінкою Сату, дочкою Луна (народилася у 2003 р.) та сином Нікі (народився у грудні 2005 р.) в Йоенсуу, Фінляндія.

## Біографія
Свої ранні роки він провів у Кітеє. Кар'єру барабанщика розпочав у віці 11 років, коли його вчитель музики порекомендував йому увійти до нової музичної навчальної програми барабанщиком. Йому бракувало місця для репетицій, тому він змушений був тренуватись у себе вдома, граючи по дивану чи по інших мішенях. Першим гуртом Юкки був «The Highway», до якого він приєднався у віці 11 років. Але до справжнього гурту він увійшов лише у віці 15 чи 16 років, тоді у них з'явилось місце для репетицій, що проводились декілька разів на тиждень. Пізніше Юкка покинув гурт, та почав грати разом з Емппу, тоді у них з'явилось місце для постійних репетицій. Спочатку вони грали фінський рок, але доволі швидко почали грати важку музику, як, наприклад, «Stratovarius» чи «Helloween».
У віці 17 років Туомас і Емппу запросили Юкку приєднатися до проекту «Nightwish».
Окрім Nightwish, Невалайнен грав у групі Sethian та на їхньому дебютному альбомі Into the Silence 2003 року. Того ж року він зіграв і виступив співпродюсером сольного альбому Barilari Адріана Барілара, відомого як вокаліст аргентинського гурту Rata Blanca. Він також є учасником Bitch Driven, гурту з Kite з Холопайненом та Кіннуненом. Пісня «Hit and Run», записана гуртом, вийшла на збірці Toinen ääni Молодіжного форуму Північної Карелії.
У перші роки після створення групи Юкка отримав нову, професійну барабанну установку. Її він використовував в альбомі «Wishmaster» та до кінця світового туру Once у 2005. Серед фанів «Nightwish» відомий тим, що носить бандану, а також крутить свої барабанні палички. Також він є вегетаріанцем.
У серпні 2014 року Невалайнен оголосив, що залишає посаду барабанщика Nightwish через періодичне сильне безсоння . На наступному альбомі Nightwish, Endless Forms Most Beautiful, до нього приєднався Кай Хахто, який згодом став постійним барабанщиком гурту .  Він повернувся, щоб виконати одну пісню під час неофіційного концерту на честь 20-річчя гурту у серпні 2016 року в парку Хімос у місті Ямся, Фінляндія.
У липні 2019 року Невалайнен випустив заяву про те, що він не збирається повертатися до складу Nightwish і продовжить працювати з гуртом за лаштунками, а новим постійним барабанщиком гурту стане Хахто.

## Інструменти
- Tama Starclassic ударні
- Paiste тарілки
- Pro Mark палички
- Remo Drumheads на ударних